# Juan Antoine y Zayas
Juan Bautista de la Cruz Antoine y Zayas  (Alicante, 16 de diciembre de 1805 -Alicante, 1876) fue un diplomático político español.

## Biografía
Ingresa en la carrera en 1825, y llegó a ser Ministro Plenipotenciario en México. Fue subsecretario del Ministerio de Estado y con carácter interino llegó a ocupar la titularidad de la cartera entre el 29 de agosto y el 11 de septiembre de 1840.
Fue nombrado caballero supernumerario de la Orden de Carlos III.